# Akicita
Akicita – (w lakota "wojownik") u północnoamerykańskich Indian z plemienia Lakotów członek jednego z kilku tradycyjnych, znanych od stuleci, męskich stowarzyszeń wojowników, (np. Stowarzyszenia Lisów lub Stowarzyszenia Dzielnych Serc), które w dawnych społecznościach Indian Wielkich Równin odpowiadały za przestrzeganie porządku w dużych letnich obozach, organizowały wyprawy myśliwskie i pilnowały podczas nich dyscypliny, a także broniły mieszkańców poszczególnych wiosek przed wrogami i innymi niebezpieczeństwami.
Żeby zostać członkiem jednego z lakockich stowarzyszeń wojowników młody (zwykle) mężczyzna musiał spełnić określone warunki, wyróżnić się swoim zachowaniem i cechami charakteru wymaganymi od akicita. Stowarzyszenia te przetrwały okres przymusowego osiedlenia Indian w rezerwatach pod koniec XIX w. oraz czasy akulturacji i asymilacji tubylczych Amerykanów w XX w. Dziś ich działalność, dostosowana do nowych warunków kulturowych i społeczno-ekonomicznych, jest jednym z wielu sposobów na odradzanie i kultywowanie dawnych plemiennych tradycji przez współczesnych Lakotów.